# Municipio de Douglas (condado de Bremer)
El municipio de Douglas (en inglés: Douglas Township) es un municipio ubicado en el condado de Bremer en el estado estadounidense de Iowa. En el año 2010 tenía una población de 388 habitantes y una densidad poblacional de 4,07 personas por km².

## Geografía
El municipio de Douglas se encuentra ubicado en las coordenadas 42°52′3″N 92°22′10″O / 42.86750, -92.36944. Según la Oficina del Censo de los Estados Unidos, el municipio tiene una superficie total de 95.39 km², de la cual 95,29 km² corresponden a tierra firme y (0,11 %) 0,1 km² es agua.

## Demografía
Según el censo de 2010, había 388 personas residiendo en el municipio de Douglas. La densidad de población era de 4,07 hab./km². De los 388 habitantes, el municipio de Douglas estaba compuesto por el 99,48 % blancos, el 0,26 % eran afroamericanos y el 0,26 % eran de una mezcla de razas. Del total de la población el 0 % eran hispanos o latinos de cualquier raza.